# Ladenburg
Ladenburg (pronunciación en alemán: /ˈlaːdn̩ˌbʊʁk/ⓘ) es una ciudad alemana situada en el Estado de Baden-Württemberg, concretamente en el municipio de Rhein-Neckar. La ciudad se encuentra a 11 kilómetros de Heidelberg. Su historia se remonta a una primera colonización celta en el 3000 a. C., y a una posterior colonización romana, más conocida, en 200 a. C. La ciudad tiene un gran atractivo turístico debido a su bella arquitectura típica alemana.